# Urda de Jos
Urda de Jos – wieś w Rumunii, w okręgu Gorj, w gminie Crușeț. W 2011 roku liczyła 259 mieszkańców.